# Nuth
Nuth è stata una municipalità dei Paesi Bassi di 15 681 abitanti situata nella provincia di Limburgo.
Dal 1º gennaio 2019 il suo territorio, insieme a quello delle ex-municipalità di Schinnen e Onderbanken, è andato a formare la nuova municipalità di Beekdaelen.

## Geografia antropica

### Frazioni
| N. | Frazione     | Abitanti |
| -- | ------------ | -------- |
| 2  | Vaesrade     | 1027     |
| 3  | Hulsberg     | 4300     |
| 4  | Schimmert    | 3339     |
| 5  | Wijnandsrade | 1812     |